# بيير-أندريه بوتين
بيير-أندريه بوتين هو سياسي كندي، ولد في 2 ديسمبر 1934 في شوديير أبالاش في كندا. نشط حزبياً في Social Credit Party of Canada ‏. وقد انتخب عضو مجلس العموم الكندي.